# Debeli Precjednik/Fat Prezident
Debeli Precjednik / Fat Prezident ist eine fünfköpfige Melodic-Hardcore-Band aus Kroatien, die 1993 in Osijek gegründet wurde. Sie besteht aus dem Sänger Tin Kovačić, den Gitarristen Davor Bestvina und Ivan Budaić, dem Bassisten Igor Kovačević sowie dem Schlagzeuger Siniša Rajković. Die Band fungiert teils unter ihrem kroatischen Namen Debeli Precjednik („Dicker Präsident“), teils unter dem kroatisch-englischen Kombinationsnamen Debeli Precjednik / Fat Prezident.

## Geschichte
Debeli Precjednik wurde während des Kroatienkriegs gegründet, als die Mitglieder im Teenageralter waren. Ihnen ist es vor allem wichtig, mit der Musik eine Botschaft zu übermitteln und sie sprechen sich gegen alle Formen von Gewalt aus. In ihren Liedern sprechen sie auch von den dunklen Seiten des sogenannten „Heimatkrieges“, was zum Beispiel auf ihrer Platte Through The Eyes Of The Innocent zu hören ist. Ihre Texte sind mehrheitlich englisch.
Die Band gibt viele Konzerte, die in ganz Kroatien stattfinden, aber oft auch in anderen Ländern Ex-Jugoslawiens. Debeli Precjednik absolvierten drei große europäische Tourneen, wo sie in Italien, Österreich, Frankreich, Tschechien, Dänemark und Norwegen spielten.
Im Jahr 2007 wurden sie mit dem kroatischen Musikpreis Zlatna Koogla in der Kategorie Beste Band ausgezeichnet.
Eines der bekanntesten Lieder Debeli Precjedniks heißt Farmersko srce (Bauernherz). Dieses Lied ist zu einer Hymne der Osijek-Fußballfans geworden.

## Diskografie
- 1994: Ti Budan Sanjaš (Split-Album mit Violently Happy!, M\F Scum Records)
- 1996: Fatman (EP, Eigenvertrieb)
- 1998: Rat (Her) Burnt His Record (Dirty Old Town)
- 2002: Fist from East (Double Penetration Records)
- 2006: Through the Eyes of the Innocent (Moonlee Records)
- 2012: Bruto Slavo / VBK (Moonlee Records)
- 2016: Godina Majmuna / Majmun Godine (Split-Album mit Mašinko, Moonlee Records)